# Franz-Josef Nordlohne
Franz-Josef Nordlohne (* 18. März 1939 in Lohne (Oldenburg); † 29. Januar 1981 ebenda) war ein deutscher Politiker (CDU). Er war von 1972 bis 1979 Mitglied des Deutschen Bundestages und von 1979 bis zu seinem Tod Mitglied des Europäischen Parlaments.

## Leben
Nordlohne schlug nach der Mittleren Reife an einer Handelsschule eine Laufbahn in der Verwaltung ein. Er absolvierte von 1956 bis 1958 eine Verwaltungslehre bei der Stadt Lohne und besuchte später die Oldenburgische Verwaltungsschule, an der er 1964 die Zweite Verwaltungsprüfung für den gehobenen Verwaltungs- und Kassendienst ablegte. Beruflich war er als Sachbearbeiter in den Bereichen Sozialhilfe- und Kriegsopferwesen, Lastenausgleich, Rentenversicherung, sozialer Wohnungsbau und Wohngeld bei der Stadt Lohne tätig, zuletzt als Abteilungsleiter und stellvertretender Amtsleiter. Er war Mitglied der ÖTV, des Katholischen Kaufmännischen Vereins und der Katholischen Arbeitnehmerbewegung.
Nordlohne trat 1965 in die CDU ein. Er wurde in den Landesvorstand der CDU Oldenburg gewählt und gehörte seit den frühen 1970er Jahren den CDU-Bundesfachausschüssen für Sozialpolitik und Strukturpolitik an. Des Weiteren war er Mitglied des niedersächsischen Landesvorstandes der CDA, der er sich bereits 1963 angeschlossen hatte.
Bei den Bundestagswahlen 1972 und 1976 zog Nordlohne jeweils über die Landesliste Niedersachsen der CDU in den Deutschen Bundestag ein. In beiden Wahlperioden war er Mitglied des Ausschusses für Raumordnung, Bauwesen und Städtebau. Nach seiner Wahl in das Europaparlament 1979 legte er sein Bundestagsmandat am 4. September 1979 nieder. Für ihn rückte Ferdinand Erpenbeck in den Bundestag nach.
Nordlohne gehörte dem Europaparlament vom 17. Juli 1979 bis zu seinem Tode an. Er war dort Mitglied im Ausschuss für soziale Angelegenheiten und Beschäftigung. Franz-Josef Nordlohne starb am 29. Januar 1981 nach schwerer Krankheit.